# La Consécration de la maison
Die Weihe des Hauses
Die Weihe des Hauses op. 124 (La Consécration de la maison ou L’Inauguration de la maison en français) est une ouverture en ut majeur de Ludwig van Beethoven composée en septembre 1822 pour répondre à une commande du directeur du théâtre de la Josefstadt, Karl Friedrich Hensler, qui allait inaugurer son théâtre.
Composée dans la période particulière qui séparait la composition de la Missa Solemnis de celle de la Symphonie no 9, La Consécration de la maison est la dernière ouverture écrite par Beethoven. Le compositeur la voulait « dans le style strict de Haendel », mais il reconnut quelque temps plus tard ne pas avoir atteint pleinement son objectif, si ce n’est dans la majestueuse introduction.
L’ouverture fut créée le 3 octobre 1822 et rejouée au concert du 7 mai 1824 où furent créées la Missa Solemnis et la Symphonie no 9. Elle reste assez rarement jouée de nos jours.